# Nyssodrysternum taeniatum
Nyssodrysternum taeniatum là một loài bọ cánh cứng trong họ Cerambycidae.